# Servicio 202 (Corredor Rojo)
El servicio 202 fue una línea del Corredor Rojo, que conectaba el óvalo Huarochirí (límite entre los distritos de Ate y La Molina) con el cruce de las avenidas La Marina y Universitaria (límite entre los distritos de Pueblo Libre y San Miguel). Dejó de operar entre 2020 y 2021.[cita requerida]

## Características
Inició operaciones el 12 de diciembre de 2017. Su recorrido inaugural, abarcaba desde el óvalo Huarochirí hasta el cruce de las avenidas La Marina y Elmer Faucett. Posteriormente, fue ampliado por el este hasta la zona de Molicentro, en el distrito de La Molina. En diciembre de 2019, el recorrido fue reajustado, abarcando desde el óvalo Huarochirí hasta el cruce de las avenidas La Marina y Universitaria.
El servicio fue denominado expreso, debido a que solo contaba con 11 paraderos por sentido, que en promedio se encontraban considerablemente distanciados. Operó con una flota de autobuses de 12 metros.

### Horarios
| Días                         | Horario                   |
| ---------------------------- | ------------------------- |
| Lunes a viernes              | 06:00 a. m. - 09:00 a. m. |
| Lunes a viernes              | 04:00 p. m. - 09:00 p. m. |
| Sábados, domingos y feriados | sin servicio              |

### Tarifas
Los únicos medios de pago válidos fueron la tarjeta Lima Pass y la tarjeta del Metropolitano.
| Tipo    | Precio  |
| ------- | ------- |
| General | S/ 1.70 |
| Medio   | S/ 0.85 |

## Recorrido
| Ida Universitaria | Avenida Javier Prado (esq. Avenida Huarochirí) — Avenida Faustino Sánchez Carrión — Avenida de la Marina (esq. Avenida Universitaria) |
| Vuelta Huarochirí | Avenida de la Marina (esq. Avenida Universitaria) — Avenida Faustino Sánchez Carrión — Avenida Javier Prado (esq. Avenida Melgarejo)  |

## Paraderos
| N° | Paradero      | Común con       |
| -- | ------------- | --------------- |
| 1  | Huarochirí    | 201             |
| 2  | Flora Tristán | 201             |
| 3  | La Molina     | 201             |
| 4  | Evitamiento   | 201 204 206 209 |
| 5  | Arriola       | 201 206 209     |
| 6  | Masías        | 201 204 206 209 |
| 7  | Petit Thouars | 201 206         |
| 8  | Arenales      | 201 204 209     |
| 9  | Salaverry     | 201 204 209     |
| 10 | Sucre         | 201 204 209     |
| 11 | Universitaria | 201 204 209     |

| N° | Paradero      | Común con       |
| -- | ------------- | --------------- |
| 1  | Universitaria | 201 204         |
| 2  | Sucre         | 201 204 209     |
| 3  | Salaverry     | 201 204 209     |
| 4  | Arenales      | 201 204 209     |
| 5  | Parodi        | 201 209         |
| 6  | Masías        | 201 204 206 209 |
| 7  | Arriola       | 201 206 209     |
| 8  | Jockey Plaza  | 201 204 206 209 |
| 9  | La Molina     | 201 204 206 209 |
| 10 | Flora Tristán | 201             |
| 11 | Huarochirí    | 201             |